# Ursula Küper
Ursula Küper   (Berlín, 28 de novembre de 1937), de casada Stille, és una nedadora alemanya, ja retirada, que va competir sota bandera de la República Democràtica Alemanya durant les dècades de 1950 i 1960.
El 1960 va prendre part en els Jocs Olímpics d'Estiu de Roma on, formant equip amb Ingrid Schmidt, Bärbel Fuhrmann i Ursel Brunner, guanyà la medalla de bronze en els 4x100 metres estils del programa de natació. Quatre anys més tard, als Jocs de Tòquio, fou vuitena en els 200 metres braça del programa de natació.
En el seu palmarès també destaca una medalla de bronze en els 200 metres braça del Campionat d'Europa de natació de 1962. A nivell nacional va guanyar el campionat nacional dels 4x200 m braça de 1959. Entre juliol de 1960 i juliol de 1961 va posseir el rècord mundial dels 100 metres braça.